# 科拉尼區
科拉尼區（西班牙語：Distrito de Corani），是秘魯的一個區，位於該國東南部普諾大區的卡拉瓦亞省，始建於1854年5月2日，面積852.99平方公里，海拔高度3,986米，2005年人口3,581，人口密度每平方公里4.2人。